# Neilo annectens
Neilo annectens är en musselart som beskrevs av Powell 1931. Neilo annectens ingår i släktet Neilo och familjen Malletiidae. Inga underarter finns listade i Catalogue of Life.